# 謝袞
謝袞（1497年—？），字公補，直隸安慶府桐城縣人，軍籍，明朝政治人物。

## 生平
嘉靖元年（1522年）壬午科應天府鄉試第三十四名舉人。嘉靖十四年（1535年）中式乙未科會試第二百三十八名，登第三甲第一百四十三名進士。二十二年官德安府同知。

## 家族
曾祖謝壽，曾任典史；祖父謝謙；父謝宗，曾任監生。母汪氏。